# Veronica lycica
Veronica lycica är en grobladsväxtart som beskrevs av E. Lehm.. Veronica lycica ingår i släktet veronikor, och familjen grobladsväxter. Inga underarter finns listade i Catalogue of Life.